# Bolu Atatürkstadion
Bolu Atatürk Stadion is een voetbalstadion in de Turkse stad Bolu dat wordt gebruikt door het plaatselijke Boluspor. Het biedt plaats voor 12.000 toeschouwers.
Ali Sami Yen Spor Kompleksi (Galatasaray) ·
Antalyastadion (Antalyaspor) ·
Atatürk Olympisch Stadion (Fatih Karagümrük) · 
Başakşehir Fatih Terimstadion (Başakşehir) · 
Beşiktaş Park (Beşiktaş) · Çotanak Spor Kompleksi (Giresunspor) · 
Eryamanstadion (Ankaragücü) ·
Esenyurt Necmi Kadıoğlustadion (Istanbulspor) · 
Gaziantepstadion (Gaziantep) ·
Kadir Hasstadion (Kayserispor) ·
Kırbıyık Holdingstadion (Alanyaspor) ·
Konya Büyükşehir Belediyestadion (Konyaspor) ·
Nieuw Adanastadion (Adana Demirspor) · 
Nieuw Hataystadion (Hatayspor) ·
Nieuw Sivas 4 september-stadion (Sivasspor) ·
Recep Tayyip Erdoğanstadion (Kasımpaşa) ·
Şenol Güneşstadion (Trabzonspor) ·
Şükrü Saracoğlustadion (Fenerbahçe) ·
Ümraniye Gemeentelijk stadion (Ümraniyespor)
Alsancak Mustafa Denizlistadion (Altay) ·
Aktepestadion (Keçiörengücü) · 
Bandırma 17 september-stadion (Bandırmaspor) ·
Bodrum İlçestadion (Bodrumspor) ·
Bolu Atatürkstadion (Boluspor) · 
Bornova Aziz Kocaoğlustadion (Altınordu) ·
Çaykur Didistadion (Çaykur Rizespor) ·
Denizli Atatürkstadion (Denizlispor) ·
Eryamanstadion (Gençlerbirliği) ·
Eyüpstadion (Eyüpspor) ·
Gürsel Akselstadion (Göztepe) ·
Kazım Karabekirstadion (Erzurumspor) · 
Manisa 19 mei-stadion (Manisa) ·
Nieuw Adanastadion (Adanaspor) · 
Nieuw Malatyastadion (Yeni Malatyaspor) · 
Nieuw Sakaryastadion (Sakaryaspor) ·
Pendikstadion (Pendikspor) ·
Samsun 19 mei-stadion (Samsunspor) ·
Tuzla Belediyestadion (Tuzlaspor)
Balıkesir Atatürkstadion (Balıkesirspor) ·
Bursa Büyükşehir Belediyestadion (Bursaspor) · 
Nieuw Eskişehirstadion (Eskişehirspor) ·
Osmanlıstadion (Ankaraspor) · 
Spor Toto Akhisarstadion (Akhisar Belediyespor)